# Elisabeth-Krankenhaus Recklinghausen

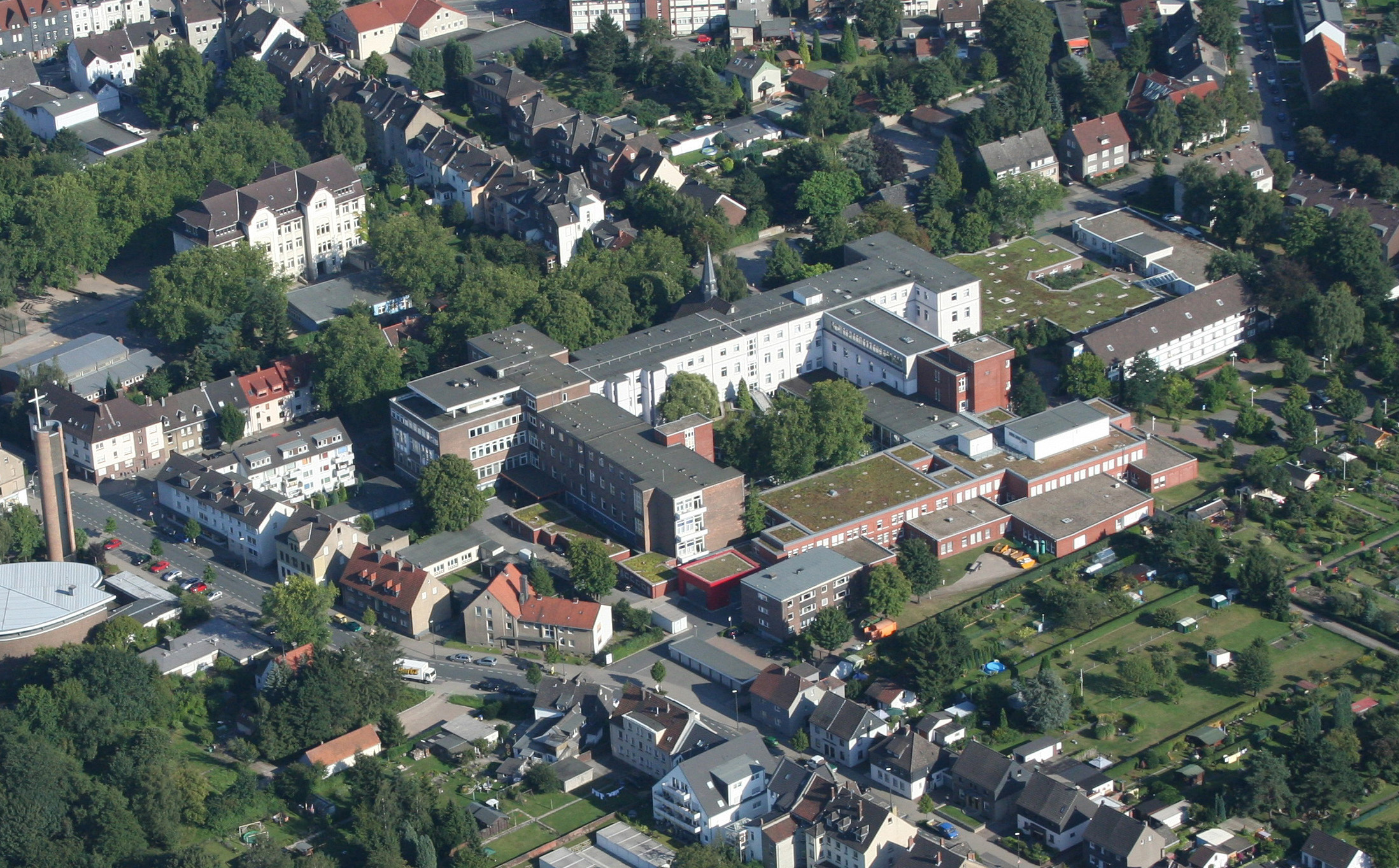
Luftbild, 2009

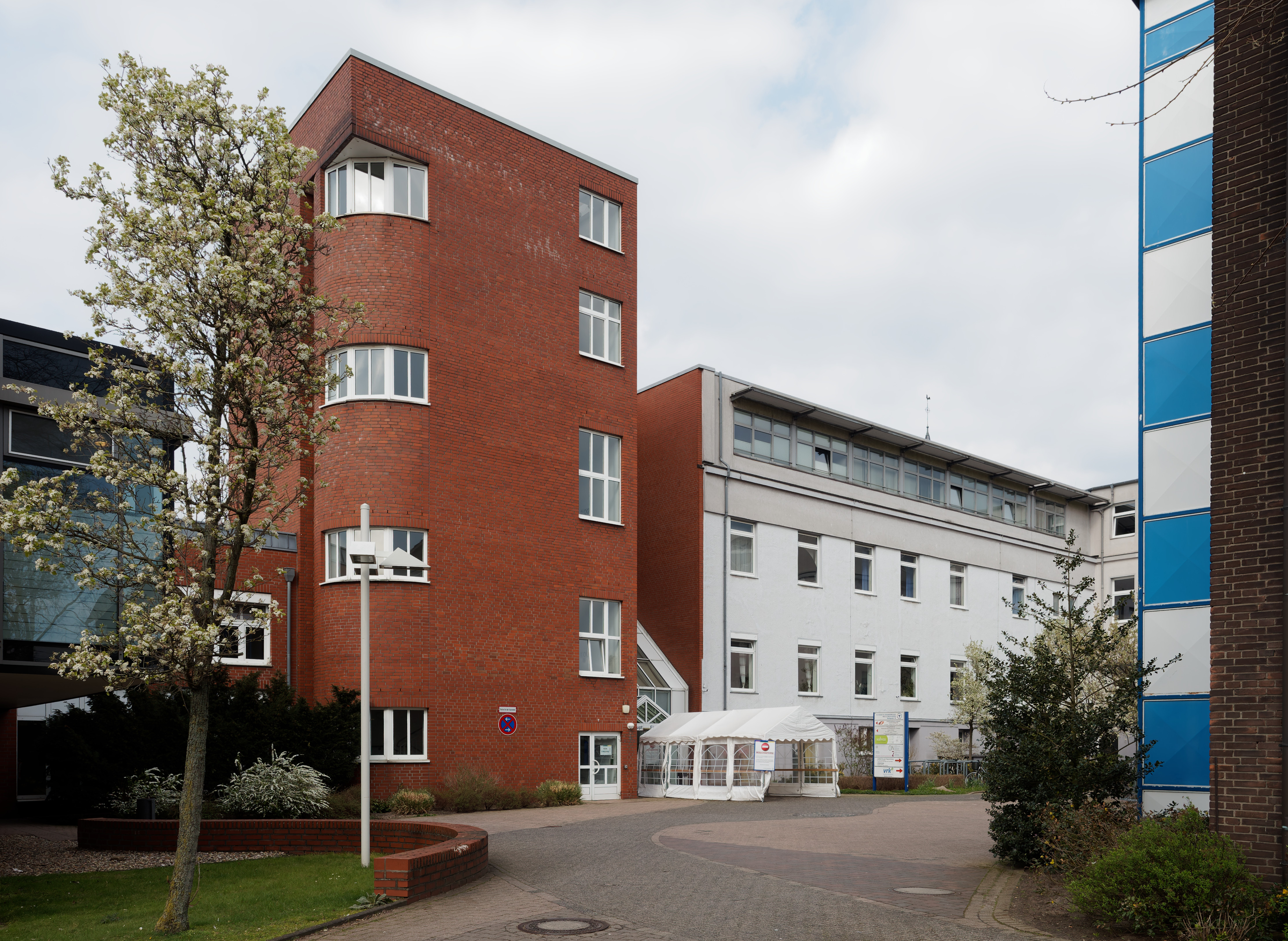
Eingangsbereich

Das Elisabeth-Krankenhaus Recklinghausen ist eine Klinik an der Röntgenstraße 10 in Recklinghausen-Süd. Träger ist die Elisabeth Krankenhaus GmbH unter dem Dach der Franziskus-Stiftung Münster und der katholischen Kirchengemeinde St. Antonius Recklinghausen.
Der Betrieb des von Mitgliedern der katholischen Gemeinde gegründeten Hauses wurde 1903 aufgenommen. Sechs Ordensschwestern der Mauritzer Franziskanerinnen aus Münster und ein Arzt versorgten die Patientinnen und Patienten. Im ersten Jahr waren es 2199.
Das Haus verfügt über neun Fachabteilungen und 230 Planbetten. Im Jahr 2018 wurden 10.952 Patienten stationär und 29.799 Patienten ambulant versorgt; insgesamt waren 472 Mitarbeiter tätig. Im Jahr 2015 waren es noch 7 Fachabteilungen mit 288 Betten, 11.082 stationären und 33.496 ambulanten Patienten, bei insgesamt 489 Mitarbeitern.
Die neun Fachabteilungen sind: Allgemein- und Viszeralchirurgie, Anästhesie und Intensivmedizin, Geriatrie/Neurologie, Gefäßmedizin, Innere Medizin und Gastroenterologie, Kardiologie, Palliativmedizin, Radiologie und Unfallchirurgie. Außerdem gibt es eine orthopädische Belegabteilung und eine Praxis für ästhetische und plastische Chirurgie.

## Geschichte des Krankenhauses
Das Elisabeth Krankenhaus Recklinghausen blickt auf eine mehr als 125 Jahre alte Geschichte zurück.

### Die Gründerjahre und der Bergbau
1897: Die Bevölkerung wuchs, die Zuwanderung aufgrund des Bergbaus stieg rasant, die Industrialisierung schritt fort, Krankheiten breiteten sich aus. Doch eine ortsnahe medizinische Versorgung gab es in der damaligen Gemeinde Bruch (heute St. Marien) nicht. Fatal für die Arbeitskraft! Aber auch aus christlich-caritativem Gedanken heraus beschloss Pfarrer Johannes Overmann: Wir brauchen hier ein Krankenhaus! Und dafür ging er einen innovativen, mutigen Weg.
Am 4. November 1897 versammelte er erstmals mehrere Mitglieder der katholischen Pfarrgemeinde zu Bruch, um die Gründung eines Krankenhauses für den auf mittlerweile 14.000 Bürger gewachsenen Stadtteil zu diskutieren. Zweck war die Sicherstellung der Pflege und Behandlung vor allem der Arbeiterschicht in Bruch. Die aufkommenden medizinischen und sozialen Auswirkungen der Industrialisierung und der damit einhergehenden Zuwanderung machte den Ausbau der medizinischen Infrastruktur dringend notwendig. Der boomende Bergbau führte zu einem Anstieg von 4.000 (1896) auf 17.000 Gemeindemitglieder (1906).

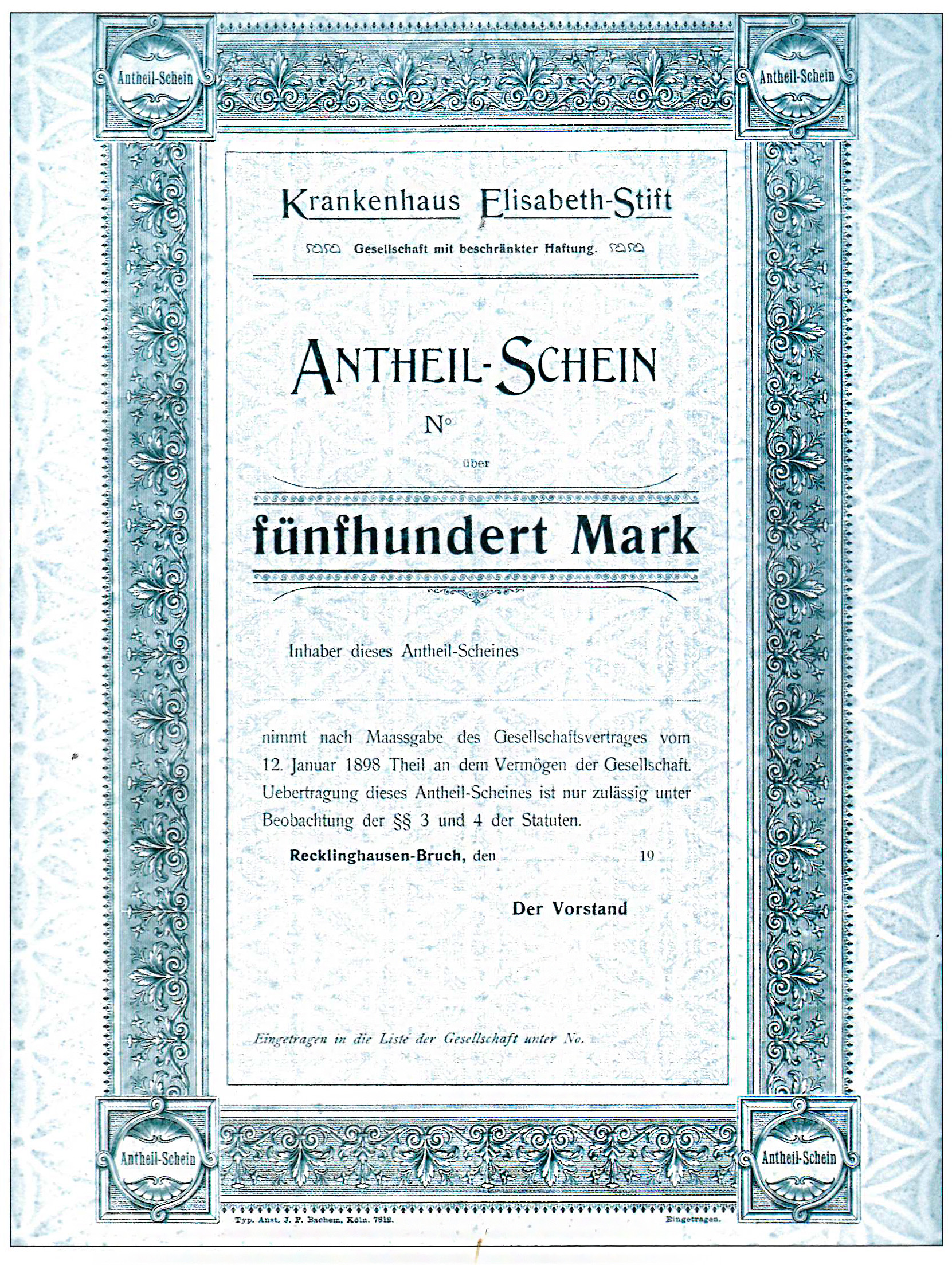
Anteilschein von 1898

### 60 Anteilscheine ebnen den Weg zur ersten Krankenhaus-GmbH Deutschlands
Natürlich stellte der Bau eines Krankenhauses eine große Herausforderungen dar, insbesondere finanzielle. Es gab im Stadtteil bis dahin kein angemessenes Gebäude, das hätte genutzt werden können. Deshalb war die Kreativität der Gründungsväter gefragt. Sie gingen einen einzigartigen Weg, um die notwendigen Mittel zu beschaffen: Sie riefen eine Krankenhaus-GmbH ins Leben, die erste ihrer Art in Deutschland überhaupt. So wurde für den finanziellen Grundstock gesorgt: Das Stammkapital lag bei 30.000 Mark, aufgeteilt in 60 sogenannte Anteil-Scheine. Zu den Gesellschaftern zählten vor allem Geistliche und Personen, die eine enge Bindung zum Bergbau hatten. Die meisten Anteilscheine, insgesamt zehn in Höhe von 5000 Mark, kaufte damals der Direktor der Gewerkschaft König Ludwig, Jakob Kleynmanns. Der Gesellschaftsvertrag wurde am 12. Januar 1898 vom königlichen Anwalt und Notar Markes in Recklinghausen abgefasst und schließlich am 21. Mai 1898 in das Gesellschaftsregister des Amtsgerichts eingetragen.

### Namensgebung
Die erste konstitutionelle Versammlung unserer Gründungsväter im Jahr 1897 fand am Tag der heiligen Elisabeth statt, und zwar am 19. November. So bekam das neu gegründete Krankenhaus den Namen Elisabeth-Stift. Ihre Figur ist in der Kapelle und vor dem Haupteingang zu sehen.
Das erste Kuratorium der neu gegründeten GmbH bestand aus Pfarrer Johannes Overmann (St. Marien), der zum Geschäftsführer ernannt wurde, sowie Armenarzt Carl Frentorop, dem Gastwirt Wilhelm Schlüter und dem (Zechen-)Betriebsführer Wilhelm Mölleney. Ihre erste Amtstätigkeit: Der Kauf des etwa 7,5 Morgen großen Grundstückes an der damaligen Moltkestraße 10, der heutigen Röntgenstraße, für 18.708,28 Mark. Es gehörte Gastwirt Josef Ketteler, der selbst Gesellschafter des Elisabeth-Stifts war. Am 23. Mai 1901 wurde der Grundstein gelegt. Der Bau verzögerte sich jedoch, da erst 1902 die nötigen Baugenehmigungen vorlagen. Um das nötige Geld zu besorgen, wurde ein Darlehn in Höhe von 196.000 Mark aufgenommen. Zudem wurden durch Spendenaktionen und durch Schenkungen weitere Mittel aufgebracht.

### Die Eröffnung

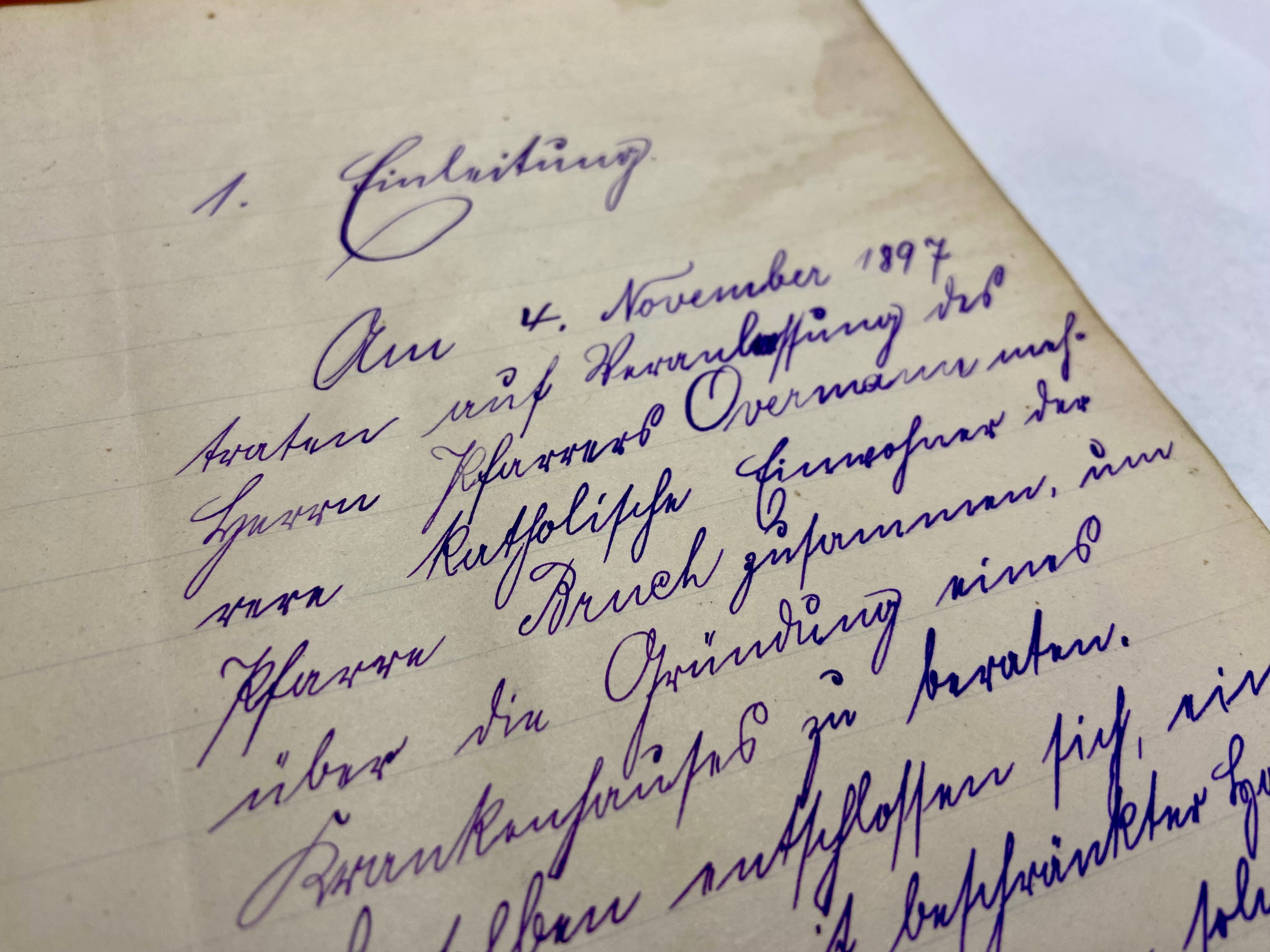
Einleitung des handschriftlichen Protokolls des Gründungstreffens am 4. November 1897

Am 23. Januar 1903 wurde das Krankenhaus mit 150 Betten eröffnet. Sechs Franziskanerinnen von St. Mauritz aus Münster waren zunächst für die Krankenpflege zuständig. Noch im gleichen Jahr verstärkten acht weitere Schwestern das Team. Die ärztliche Leitung übernahm Gustav Maerks. Er war Allgemeinmediziner, der aber die Aufgaben eines Chirurgen, Internisten und Gynäkologen übernahm. Spezielle medizinische Fachabteilungen, wie wir sie heute kennen, gab es damals noch nicht.
Wie wichtig ein Krankenhaus im Recklinghäuser Süden für den Bergbau war, wurde schnell nach der Eröffnung klar. Die Ankylostomiasis, eine Wurmkrankheit, ging Anfang 1903 in den Zechen um. In enger Zusammenarbeit mit dem Bergbau und dort neu geschaffenen Hygienemaßnahmen, wie das Bereitstellen von abgeschlossenen Toiletten, konnte der Hakenwurm, der den Darm der Patienten befiel, schließlich ausgerottet werden.
1907 wurde auf Veranlassung der Stadt ein Isolierhaus auf dem Krankenhausgelände erbaut, um für Epidemien besser gewappnet zu sein.

### Der Erste Weltkrieg
Das Elisabeth-Stift war schon vor Ausbruch des Ersten Weltkrieges 1914 eine feste Institution in Recklinghausen-Süd. Schon jetzt reichten die mittlerweile 180 Betten aber nicht mehr aus. Pfarrer Albert Schütte, der mittlerweile den Vorsitz des Kuratoriums innehatte, fasste daher den Entschluss, das Krankenhaus zu erweitern. Ein erster Querflügel sollte angebaut werden. Durch den Ausbruch des Ersten Weltkrieges musste das Projekt jedoch auf Eis gelegt werden. Erst 1927/28 wurde der Erweiterungsbau ergänzt und die Bettenzahl auf 300 erweitert.
Der Krieg stellte das Haus vor große Herausforderungen. Neben der grundsätzlich erhöhten Zahl der Kranken kam noch die Versorgung der verwundeten Frontsoldaten hinzu, die in die Heimat zurückgebracht wurden. Aber auch Kriegsgefangene wurden behandelt. Wurden 1913 noch rund 1000 Patientinnen und Patienten behandelt, waren es 1916 doppelt so viele.
Der Krieg stellte das Elisabeth-Stift vor finanzielle Probleme, denn viele Mittel wurden gekürzt, Spenden blieben aus.
Ende der 20er-Jahre wurde das ärztliche Spektrum erstmals differenziert. Krebber (Innere) und Humborg (Chirurgie – Gynäkologie) verstärkten das Ärzteteam. 1930 wurde die Gynäkologie aus der chirurgischen Abteilung ausgegliedert und in die Verantwortung von Webels gelegt. Schon in den „Zwanziger Jahren“ verfügte das Haus über modernste Röntgen-, Labor und Badeeinrichtungen, elektrische Personen- und Speiseaufzüge.

### Der Zweite Weltkrieg
Das Haus wurde während des Zweiten Weltkriegs zwischen 1943 und 1944 durch mehrere, in unmittelbarer Nähe niedergehende Bomben erheblich beschädigt. In einem als Bunker ausgebauten Stollen der Steinhalde an der Wanner Straße in Hochlarmark mussten während des letzten Kriegsabschnittes Operationen durchgeführt werden und sogar die Patienten teilweise untergebracht werden. Operationen fanden zudem im Keller des Krankenhauses statt. Ohne Kompromisse ging es unter diesen widrigen Umständen sicherlich nicht. In der Nacht vom 25. auf den 26. Juni 1943 sowie am 6., 9. und 18. November 1944 wurde das Haus durch mehrere Sprengbomben erheblich beschädigt. Den schlimmsten Schaden erlitt das Haus bei einem Angriff am 9. November 1944. Der hereinströmende Regen tat sein Übriges. Aufgrund der Materialknappheit konnten die Schäden nur notdürftig repariert werden. Ein normaler Krankenhausbetrieb war längst nicht mehr möglich.
Schließlich baute die Stadt im vorletzten Kriegsjahr in unmittelbarer Nähe des Krankenhauses einen Bunker. Ein zweiter Bunker direkt am Krankenhaus wurde erst nach Ende des Krieges fertiggestellt. Die Räumlichkeiten mit der schweren Panzertür sind noch heute erhalten und werden als Archivlagerräume genutzt.

### Die Nachkriegszeit
Auch das Krankenhaus litt unter der Inflation und der Nahrungsmittelknappheit. Die Schwestern und Mitarbeitenden mussten genau wie die Bevölkerung „hamstern“, was es zu ergattern gab. Täglich war ein Lastwagen unterwegs, um wenigstens die notwendigsten Lebensmittel für die Patienten zu ergattern. Ohne Unterstützung der Zechen hätte dies nicht funktioniert. Zusätzliche Lieferungen Koks und Kohle machten Tauschhandel möglich. Nach und nach konnten die Bombenschäden ausgebessert werden. Vorübergehend konnten nur rund 20 Prozent der Betten genutzt werden.
Erst 1949 konnte der Betrieb mit 9 Ärzten, 31 Ordensschwestern, 10 freien Schwestern, 41 Stationshilfen und Hilfskräften sowie 3 Verwaltungsangestellten und zwei Handwerkern wieder aufgenommen werden. In den 1950er Jahren fanden Umbauten statt, um mit der medizinisch-technischen Entwicklung Schritt zu halten.
Da mittlerweile die meisten Anteile der ursprünglichen Gesellschafter vom Krankenhaus aufgekauft worden waren, musste die Satzung geändert werden. Im Zuge dessen wurde auch der Name geändert, um die Rechtsform des Hospitals deutlich zu machen. So wurde mit dem Handelsregistereintrag vom 9. Januar 1952 aus dem Elisabeth-Stift die Elisabeth Krankenhaus GmbH.

### Medizin und Gesundheitswesen im Wandel
1961 wurde das Schwesternwohnheim bezogen, da heutige Verwaltungsgebäude vor dem Haupteingang an der Straße „Auf der Jungfernheide“. Bis 1968 folgten weitere Bauabschnitte am Haupthaus, das von Grund auf saniert wurde.
Die Krankenpflege wandelte sich. Immer mehr „freie“ Schwestern fingen im Elisabeth-Stift an, unterstützten die Ordensschwestern. Die Krankenpflege wurde zu einem „normalen“ Beruf in der Gesellschaft.
Infektionskrankheiten wurden weniger, dafür stieg die Zahl der Massen-, Konsum- und Arbeitskrankheiten. Die Lebensgewohnheiten veränderten sich und damit auch die Krankheitsbilder. Bluthochdruck und andere Herz-Kreislauf-Erkrankungen, Magen- und Darmkrankheiten wurden häufiger – vielleicht aber auch durch den medizinischen Fortschritt häufiger entdeckt.
Grundlegende Veränderungen im Gesundheitswesen in den 1970er-Jahren zwangen die Krankenhäuser zu wirtschaftlicherem Denken und Handeln. Das Selbstkostendeckungsprinzip und das duale Finanzierungssystem wurden eingeführt. Die Personal- und Sachkosten wurden nun über Pflegesätze finanziert, die zwischen den Krankenkassen und den Krankenhäusern ausgehandelt wurden. Alle Investitionskosten, einschließlich Geräteausstattung, wurden aus Steuermitteln bezahlt. Daher entwickelte sich der Verwaltungsdienst, der bisher eher nebenbei erledigt wurde, zu einem eigenständigen betriebswirtschaftlichen Zweig. 1977 übernahm Diplom-Betriebswirt Norbert Homann die Verwaltungsleitung und schließlich zwei Jahre später auch die Geschäftsführung, die bis dahin in der Hand des amtierenden Pfarrers aus St. Marien lag.

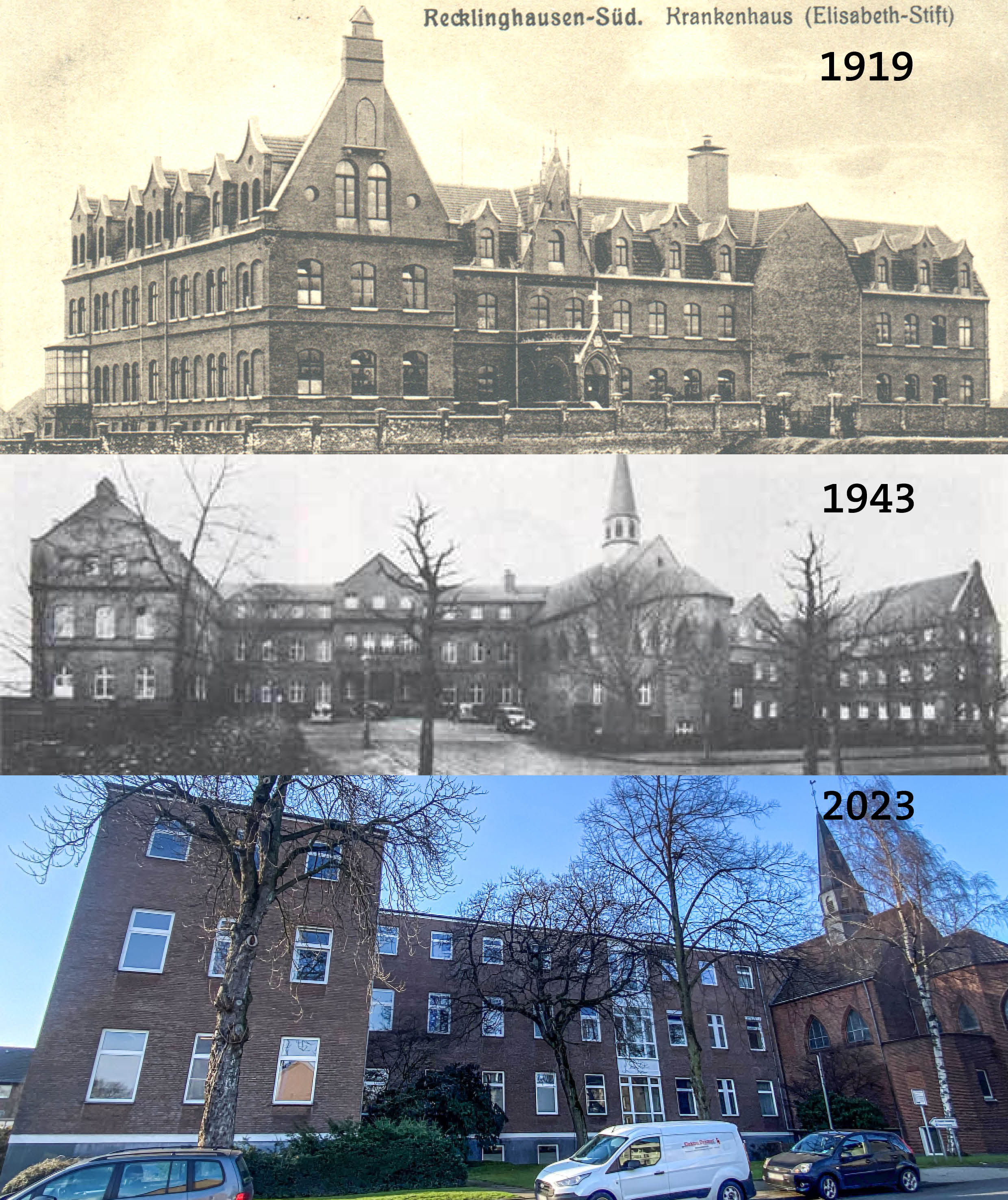
Das Hauptgebäude von der heutigen Röntgenstraße aus im Vergleich

In den 70ern, 80ern und 90ern kam es zu einer regelrechten Gründungswelle neuer Fachabteilungen. Die Medizin erlebte allgemein einen Innovationsschub, der auch in Recklinghausen-Süd ankam. Das Elisabeth Krankenhaus bekam überregional Bedeutung.
1982 wurde die hauseigene Pflegeschule eröffnet, die es heute aber nicht mehr gibt. Die Pflegeausbildung erfolgt heute in Kooperation mit dem St. Elisabeth-Bildungsinstitut in Dorsten.
Die Ordensschwestern stellten auch bis Oktober 1996 die Pflegedienstleitung. Mit Schwester Ottokaris verließ die letzte Oberin Recklinghausen-Süd. Michael Buse übernahm als erster Nicht-Geistlicher das Amt. Im Dezember 2007 gingen dann auch die letzten beiden Ordensschwestern.

## Heute
Auch in den 2000ern folgten zahlreiche Um- und Anbaumaßnahmen. Der Haupteingang zog von der Röntgenstraße an die Straße Auf der Jungfernheide. Die Intensivstation und der OP inkl. Zentrum für ambulantes Operieren mit modernster Technik wurden angebaut. Ebenfalls auf neuesten Stand renoviert wurde der Herz-OP. 2020 übernahm mit Ulrike Much die erste Frau die Geschäftsführung.
125 Jahre nach Gründung und 120 Jahre nach Eröffnung arbeiten im Elisabeth Krankenhaus Recklinghausen 89 Ärztinnen und Ärzte, 225 Kolleginnen und Kollegen in der Pflege. Hinzu kommen 30 Pflege-Auszubildende und 55 medizinisch-technische Angestellte. 230 Planbetten zählt das Haus, in dem 2022 fast 10.000 Patienten stationär und 30.000 ambulant behandelt wurden, im ersten Jahr, also 1903, waren es 2199.